# Рудеральные растения

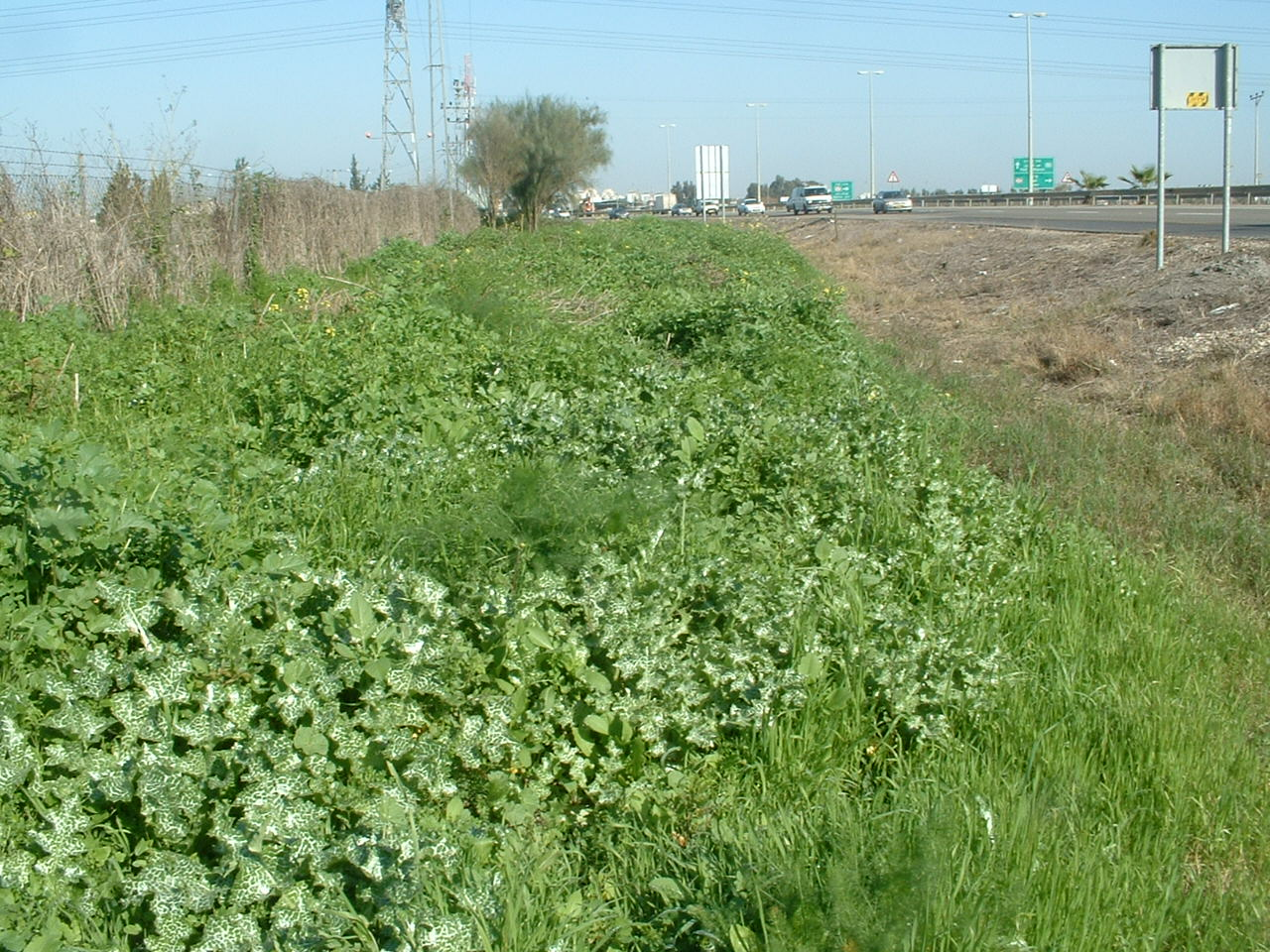
Смешанная колония рудеральных растений рядом с рекой Яркон, Израиль

Рудера́льные расте́ния, рудера́лы (от лат. rudus, родительный падеж ruderis — щебень, строительный мусор) — сорные растения, растущие на мусорных свалках, вдоль дорог. Относятся к синантропным организмам.
У многих рудеральных растений очень высокий коэффициент размножения. Например, одно растение белой щирицы может дать до 6 млн семян. Семена таких растений способны длительное время не терять всхожести. У семян и плодов многих рудеральных растений есть приспособления для перенесения их на большие расстояния. Например, у одуванчика и осотов семена снабжены летучками, парашютиками, благодаря которым ветер поднимает их высоко в воздух и переносит на большие расстояния. Семена репейника, липучки снабжены крючками и зацепками, с помощью которых прикрепляются к шерсти животных, к одежде людей и переносятся ими.
Многие рудеральные растения имеют защитные приспособления — шипы, жгучие волоски, ядовитые вещества, предохраняющие их от уничтожения животными и человеком. 
К рудеральным растениям относятся эти естественные виды Европы:
- дурман
- полынь
- белена
- крапива
- лопух
- дурнишник
- сурепка обыкновенная
- конопля